# نالتريكسون منخفض الجرعة
النالتريكسون منخفض الجرعة (LDN)؛ يصف الاستعمال «غير المعتمد» لعلاج النالتريكسون بجرعات منخفضة ولأمراض الأخرى مثل مرض التصلب اللويحي. يتم وصف النالتريكسون في كثير من الأحيان لعلاج إدمان الأفيون أو إدمان الكحول، حيث إنه مناهض قوي للأفيونات. فقد أشارت الأبحاث الأولية إلى أن النالتريكسون منخفض الجرعة قد يكون مفيدًا في الوقاية من تحمل وإدمان الأفيون عند دمجه مع أي من المواد الأفيونية،  للحد من شدة انسحاب الأفيون،  أو تحسين أعراض الألم العضلي الليفي،  ومع ذلك فإننا بحاجة إلى المزيد من الأبحاث قبل أن يُنصح به للاستخدام السريري.
وهناك أيضًا ادعاءات علمية زائفة حول فعاليته في علاج مجموعة واسعة من الأمراض مثل السرطان وفيروس العوز المناعي البشري، فليست هناك تجارب سريرية تؤيد تلك الادعاءات. ولقد رُوِجَ لهذا العلاج على نطاق واسع من خلال المواقع الإلكترونية التي تُديرها منظمات مؤيدة لاستخدامه.

## خلفية تاريخية
النالتريكسون هو عقار مناهض للمستقبلات الأفيونية، مما يعني أنه يرتبط بالمستقبلات الأفيونية في الخلايا. وترتبط هذه المستقبلات بمركبات تخفيف الألم الباطني مثل الإندورفين والمواد الأفيونية مثل المورفين. يعمل النالتريكسون كذلك على الترابط ضد آثار الهيروين، الذي يُصنع من المورفين ويكون مفيدًا في تخفيف إدمان الأفيون. ولقد وافقت الوكالات التنظيمية الحكومية مثل إدارة الأغذية والأدوية الأمريكية على استخدام النالتريكسون في المداواة المزمنة لإدمان الأفيون ولعلاج إدمان المخدرات.

## البحث العلمي
لا توجد أي دراسات تم نشرها لتبرير الاستخدام السريري. حيث أشارت الدراسات التمهيدية إلى التوجهات المستقبلية في مجال البحث.
تم تأييد استخدام النالتريكسون منخفض الجرعة في علاج مرض التصلب اللويحي، المعتمد على دليل الحالات الفردية. ولم يتم تقييم هذه الفوائد مع مرض التصلب اللويحي في الدراسات الكبيرة. وذكرت الدراسة التمهيدية التي أُجريت في جامعة سان فرانسيسكو عن زيادة كبيرة في جودة الصحة العقلية على مؤشرات الحياة، على الرغم من أن من أجروا تلك الدراسات أشاروا إلى أن مُعدل الانسحاب في تلك الدراسة قد أدى إلى انخفاض قوتها الإحصائية. واقترح البعض أن يكون النالتريكسون منخفض الجرعة هو «العلاج» أو «العقار السحري» الذي لم يُقدم من خلال الأبحاث، وعلى هذا النحو، يجب اعتبار النالتريكسون منخفض الجرعة كـ «علاج غير مُثبت» ولا يمكن استخدامه بدلاً من العلاجات الأكثر موثوقية، بصرف النظر عن مطالب بعض المواقع المؤيدة لاستخدامه. ولاحظت الجمعية الوطنية للتصلب اللويحي أن هناك حاجة لدراسات أكثر صرامة قبل أن يتم التأكيد على أن النالتريكسون منخفض الجرعة له تأثير إيجابي على أعراض مرض التصلب اللويحي أو حتى آمن للاستخدام. في حين وجدت هيئة الخدمات الصحية الوطنية البريطانية أيضًا أنه لا يوجد ما يكفي من الأدلة لدعم فعالية النالتريكسون منخفض الجرعة في علاج التصلب اللويحي وربما سيكون مثل هذا الاستخدام في المملكة المتحدة غير مُرخص.
كان هناك بحث كذلك عن استخدام النالتريكسون منخفض الجرعة في علاج داء كرون والألم العضلي الليفي والتوحّد ولكن أُجري هذا البحث في أكثر المراحل التمهيدية ولم يبرر حتى الآن الاستخدام السريري. ويتضمن هذا البحث التمهيدي نتائج تشير إلى تخفيف حدة أعراض الألم العضلي الليفي في الدراسة التمهيدية الصغيرة.
يمكن للنالتريكسون منخفض الجرعة للغاية عكس أو منع تطور إدمان الأفيون ويخضع استخدامه للتحقيق في دمج عقار أوكسيتريك (Oxytrex) الذي يدمج الأوكسيكودون مع النالتريكسون منخفض الجرعة للغاية. ومن ثم فهناك بعض الأدلة على أن الجرعات المنخفضة جدًا من مضادات الأفيون مثل النالتريكسون تعمل على تقليل شدة انسحاب الأفيون.

### آلية العمل المعروفة
تتضمن آلية عمل النالتريكسون منخفض الجرعة في عكس أو منع تطور إدمان الأفيون صلته الشديدة المرتبطة بـ فيلامين أ. ويعتقد أن تفاعل النالتريكسون مع خلايا الدُبَيقيات داخل الجهاز العصبي المركزي يدل على كيفية بذل العقار آثاره المفيدة في الأفراد الذين يعانون من الألم العضلي الليفي، وبذلك يؤدي هذا التفاعل في الخلايا الدُبيقية إلى الحد من التهاب السيتوكين وفوق الأكسيدات المسممة للأعصاب.

## الادعاءات العلمية الكاذبة
هناك عدد من الادعاءات العلمية الكاذبة على مواقع إلكترونية مختلفة (مثل "تعزيز جهاز المناعة") حول استخدامه في مجموعة واسعة من الأمراض مثل السرطان وفيروس العوز المناعي البشري والذئبة الحمامية المجموعية وغيرهاإضافة إلى الاستخدامات العلمية المعروفة للنالتريكسون منخفض الجرعة. ووفقًا لما أشار إليه ستيفن نوفيلا (Steven Novella) فإن هناك شكوكًا ملحوظة من جمعية نيو إنجلاند المتشككة وأستاذ من مدرسة طب جامعة ييل، حيث يرى أن تلك الادعاءات ليست غير مؤيدة بواسطة البحث السريري فحسب، بل هي متناقضة أيضًا. حيث يزعمون أن النالتريكسون منخفض الجرعة قادر على علاج أمراض الخلل الوظيفي المناعي (مثل فيروس العوز المناعي البشري) إضافة إلى أن أمراض المناعة الذاتية، في حين أنه قد يجعل مرض المناعة الذاتية أسوأ. وكتب ستيفن نوفيلا أيضًا أن هذه الادعاءات بأن النالتريكسون منخفض الجرعة يعالج مجموعة واسعة من الأمراض ذات مسببات مرضية مختلفة يجب أن تكون بمثابة إشارة حمراء تجعل الشكوك تحيط بهذه الإدعاءات، حيث إنها قد تروج لعلاج وهمي في حين أن الادعاءات قد تبدو واقعية. "

### آلية العمل المقترحة
ربما يكون لمستقبلات المواد الأفيونية استخدامات أخرى في الجسم أكثر من مجرد تخفيف الألم ووفقًا لهذه الأسس اختار مُؤيدو النالتريكسون منخفض الجرعة هذا العقار كعلاج لبعض الأمراض المحددة. حيث زعم المؤيدون أن زيادة إنتاج الإندورفين يمكن أن يساعد في حالات الألم والتشنج والتعب ومعدل الانتكاس والأعراض الأخرى. فإن هذه الادعاءات مع ذلك لا يدعمها البحث السريري.